# Hamburger Kultur
Die Hamburger Kultur oder Hamburger Gruppe (13700–12200 v. Chr.) ist eine in den Niederlanden, in Norddeutschland, Dänemark und Pommern, Nordpolen verbreitete archäologische Kultur der ausgehenden Altsteinzeit. Sie gehört damit zu den letzten jungpaläolithischen Kulturgruppen am Ende der Weichsel-Kaltzeit und wird zum Teil auch als spätpaläolithisch klassifiziert. Klimatisch fällt sie in die Zeit der ersten Wiedererwärmung im Meiendorf-Interstadial und die anschließende kurze Abkühlungsphase.
Die Hamburger Kultur wurde nach Funden am Alsterufer bei Hamburg-Wellingsbüttel aus dem Jahre 1931 benannt. Den Begriff prägte 1933 der in Kiel arbeitende Prähistoriker Gustav Schwantes. 1933 entdeckte Alfred Rust den Fundplatz Stellmoor in Hamburg-Meiendorf.

## Verbreitung und Gliederung

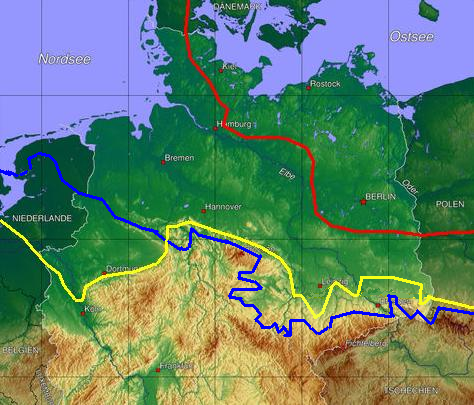
Schematische Darstellung der jeweils maximalen Gletschervorstöße der drei letzten Kaltzeiten im norddeutschen Tiefland:
Eisrandlage der Weichsel-Kaltzeit
Eisrandlage der Saale-Kaltzeit
Eisrandlage der Elster-Kaltzeit

Das Verbreitungsgebiet der Hamburger Kultur liegt nördlich der Mittelgebirgsschwelle. Charakteristisch sind saisonale Jagdplätze, in denen vor allem Rentiere gejagt wurden. Winterlager liegen in der heutigen südlichen Nordsee, deren Küstenlinie wegen der Meerwasserbindung im Gletschereis der Weichseleiszeit damals bis zur Doggerbank reichte. Der Norden Ostdeutschlands und Pommern war ein Feuchtgebiet mit sehr vielen Mooren und Sümpfen, daher sind Funde an der Ostseeküste eher selten. Vermutlich nutzte man es als Jagdgebiet. Erst spätere Nachfolgekulturen konnten sich mit zunehmender Abtrocknung der Landschaft dauerhaft an der südlichen Ostseeküste ansiedeln. Der Ausbreitung entlang der südlichen Ostseeküste waren also natürliche Grenzen gesetzt. Der Hamburger Kultur folgen die Federmesser-Gruppen und die Ahrensburger Kultur.
In der nachfolgenden Kaltphase (Ältere Dryaszeit 11.590–11.400 v. Chr.) gab es wahrscheinlich eine Abwanderung in die Mittelgebirgszone. Indizien dafür liefern zum Beispiel typische Kerbspitzen am Petersfels bei Engen (Baden-Württemberg).
In der jüngeren Phase (jüngere Dryas 10.730–9.700 v. Chr.) bildete sich im nordwestlichen Verbreitungsgebiet die sogenannte Havelte-Untergruppe, die sich auf die Jagd auf Rothirsch und Elch spezialisierte.

## Lebensweise
Die Umwelt war zunächst noch von der Eiszeit geprägt. Jedoch stiegen ab etwa 12.700 v. Chr. vor allem die Sommertemperaturen scharf an (Meiendorf-Interstadial GI 1e); die Pollendiagramme Mitteleuropas zeigen danach eine Parklandschaft aus Weiden (Salix), Birken (Betula) und Wacholder (Juniperus).

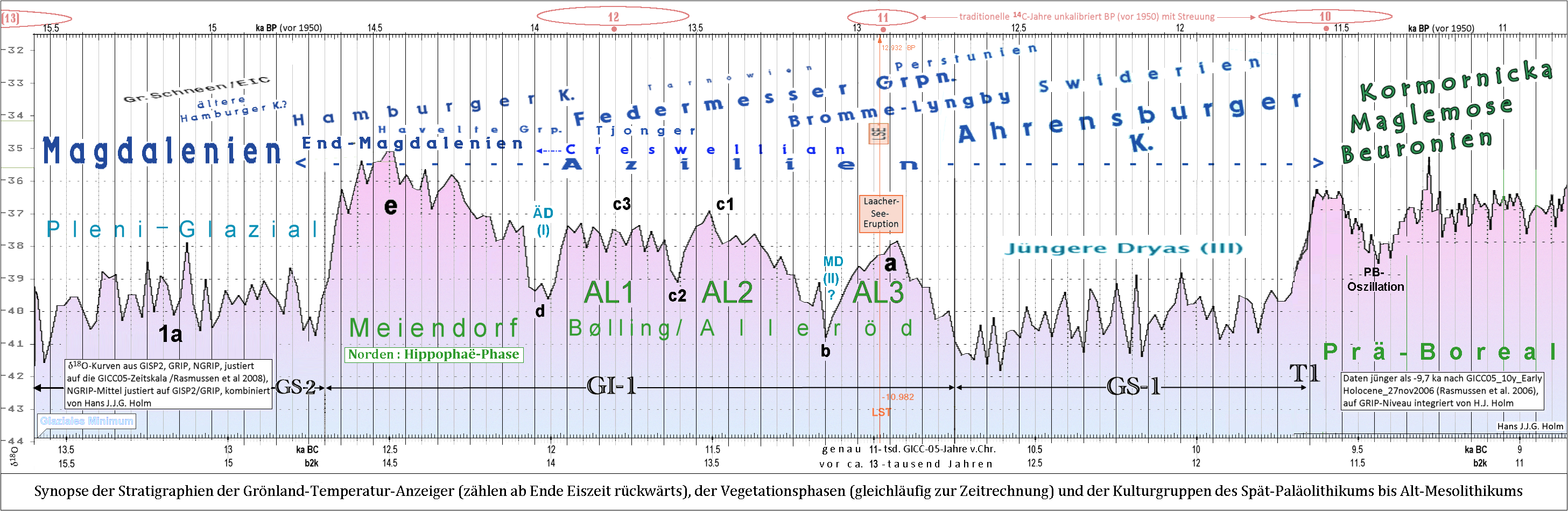
Endglazial – Eiskerndaten mit Kulturen

Große Rentierherden wanderten im Sommer in die nördlichen Tundrengebiete, im Winter zurück in die südlicheren Gebiete. Diese Rentierherden wurden von den Jägern dieser Kultur vermutlich mit Speer und Speerschleuder gejagt, daneben jagten sie Pferde, Niederwild, Vögel und Fische. Als Behausungen von Siedlungsplätzen der Hamburger Kultur sind nur Grundrisse von Stangenzelten bekannt.

## Fundplätze
Jagdplätze mit zahlreichen Rentierresten und Werkzeugen befinden sich im Ahrensburger Tunneltal östlich von Hamburg, wie zum Beispiel die Fundplätze Stellmoor und Poggenwisch. Am Fundplatz Meiendorf entdeckte Alfred Rust bei seinen Grabungen 1933–34 in den Faulschlammschichten eines spätglazialen Teiches insgesamt 33 Rengeweihe sowie zahlreiche Knochen in Verbindung mit Artefakten aus Feuerstein. Entgegen der Erstinterpretation, es handele sich um mit Steinen beschwerte Rentierkadaver, kann heute von einem natürlichen Umlagerungsprozess dieser Kadaver ausgegangen werden.
Am Stellmoor-Hügel (nahe Hamburg) bewies Alfred Rust bei seinen Grabungen 1935–36 erstmals die stratigraphische Abfolge der jüngeren Ahrensburger Kultur über der Hamburger Kultur. Bei dem 1951 von ihm ausgegrabenen Fundplatz Poggenwisch im Ahrensburger Tunneltal wurde ein Zeltgrundriss freigelegt. Einen besonderen Fund bildet zudem ein 15 cm langer Geweihstab mit Gesichtsdarstellung, dessen Ähnlichkeit die Gleichzeitigkeit mit Objekten aus der Stufe Magdalénien IV in Südfrankreich nahelegt (z. B. Gesicht von Le Placard).

## Materielle Kultur

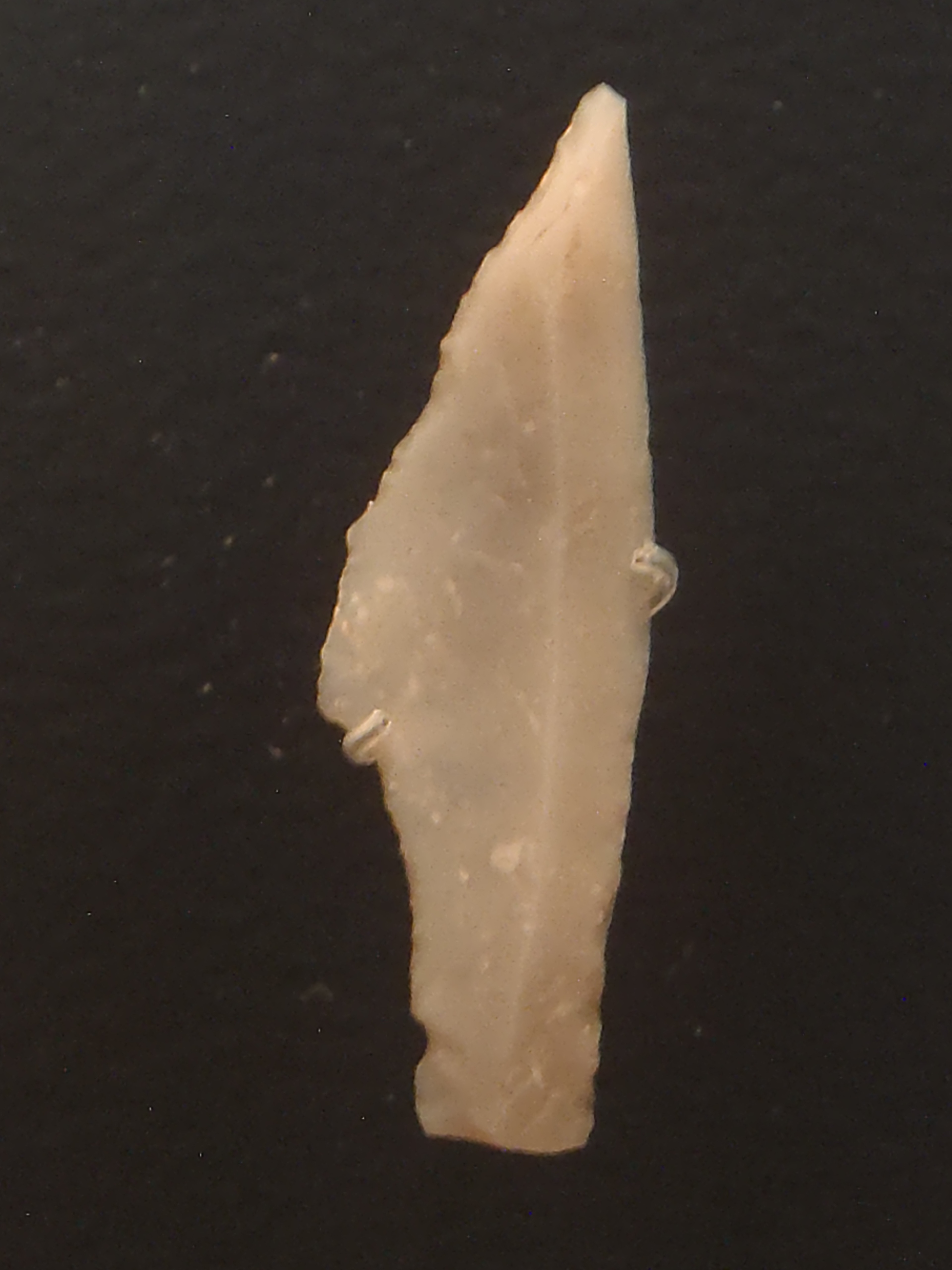
Kerbspitze der Hamburger Kultur aus Bjerlev Hede, Midtjylland; Dänisches Nationalmuseum

Typische Silexgeräte sind Kerbspitzen, außerdem Bohrer, Stichel, Kratzer und Zinken (zum Teil Doppelzinken). Harpunen wurden aus Knochen und Geweih angefertigt.